# St. Agnes (Scilly-eilanden)

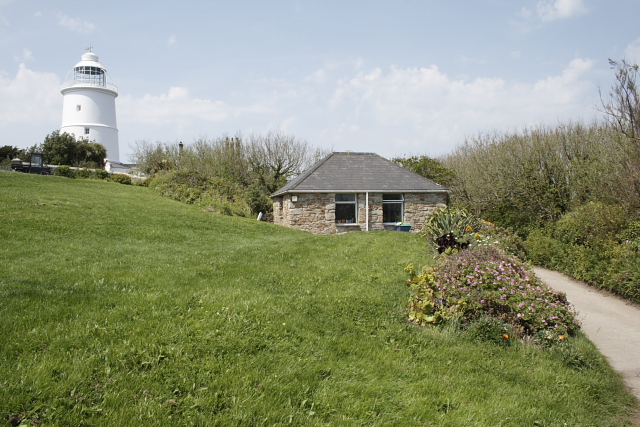
De vuurtoren en de lagere school van St. Agnes (2008)

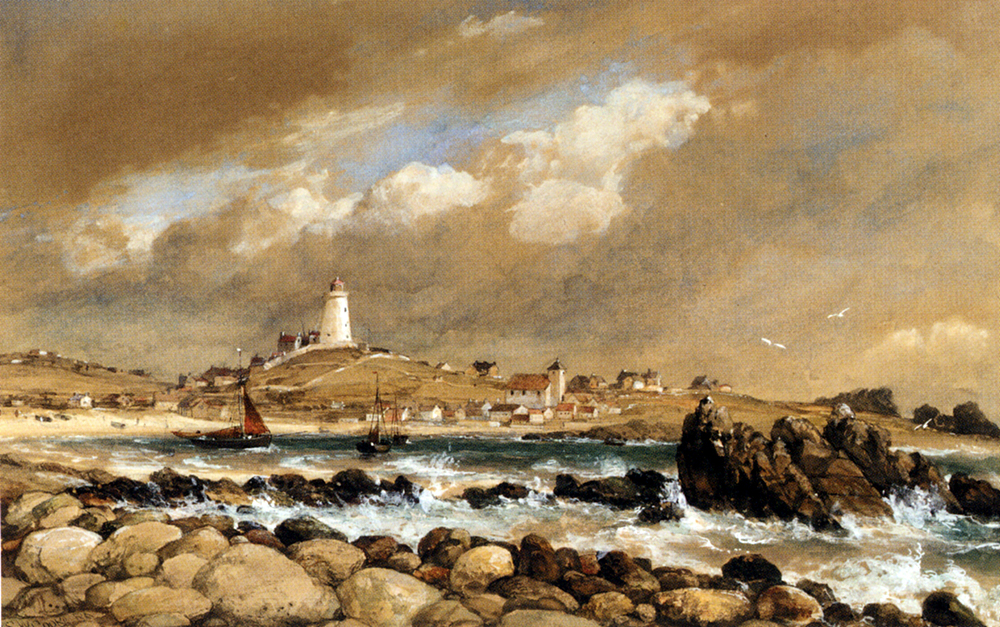
View of St. Agnes, Edward William Cooke (1811-1880)

St. Agnes (Cornisch: Ragynys) is het meest zuidwestelijke van de vijf bewoonde eilanden van de Isles of Scilly, een eilandengroep circa 45 kilometer voor de kust van Cornwall in het Verenigd Koninkrijk. Het is ook een civil parish.

## Beschrijving
St. Agnes is bij laag water door een tombolo, de Hugh Bar, verbonden met het nabijgelegen getijdeneiland Gugh. Samen zijn ze 1,48 km² groot. Op St. Agnes en Gugh wonen bij elkaar opgeteld 73 mensen (volkstelling 2001), waarvan 70 op St. Agnes, het merendeel aan de noordzijde en op het middengedeelte van het eiland. Aan de zuidkant van St. Agnes bevindt zich de Wingletang Down, een moerasachtig heidelandschap.

## Economie
Ooit verdienden nogal wat mannen van St. Agnes de kost als loods op het Kanaal. Inmiddels vormt toerisme de belangrijkste inkomstenbron, al vindt er dankzij een zacht klimaat ook bollenteelt plaats, hoofdzakelijk van narcissen. De mogelijkheden om als toerist op het eiland te verblijven zijn echter beperkt. St. Agnes is het enige bewoonde eiland van de Isles of Scilly waar geen hotel is. Wel zijn er enkele bed & breakfasts, wat vakantiehuisjes en een bescheiden camping. St. Agnes heeft een klein postkantoor en er is één winkel. Ook vindt men er een pub en een cafetaria, al zijn die in het winterseizoen gesloten. Westward Farm op St. Agnes is de enige destilleerderij van de Scilly-eilanden. Hier worden diverse soorten gin gestookt die met lokale gewassen en zeewier op smaak worden gebracht. De boerderij maakt ook cider.

## Bezienswaardigheden
Het meest opvallende object op St. Agnes is de vuurtoren. Deze is niet meer als zodanig in gebruik en is verbouwd tot woonruimte. Een andere bezienswaardigheid is Nag's Head, een rechtopstaande steen die aan een menhir doet denken, maar vermoedelijk van natuurlijke oorsprong is. Ook bevindt zich op St. Agnes de Troytown Maze, een trojaburg die is opgebouwd uit keien. Het labyrint zou uit de middeleeuwen stammen, hoewel een lokale historicus heeft gesuggereerd dat de Troytown Maze is aangelegd door een verveelde vuurtorenwachter.

## Natuur

#### Planten
De Wingletang Down op St. Agnes is de enige plaats in Groot-Brittannië waar de varen Ophioglossum lusitanicum groeit, een zustersoort van de gewone addertong.

#### Vogels
St. Agnes is een favoriete bestemming van vogelaars, vooral tijdens de vogeltrek in oktober. Vogels die in die maand op St. Agnes voor het eerst in Groot-Brittannië werden waargenomen zijn:
- balkanbergfluiter (Phylloscopus orientalis) (1987), een variant van de bergfluiter
- amerikaanse boslijster (Hylocichla mustelina) (1987), de nationale vogel van Washington, D.C., Verenigde Staten
- slangenarend (Circaetus gallicus) (1999)

Andere soorten die in oktober werden gezien zijn:
- geelbrauwgors (Emberiza chrysophrys) (1994) (vierde waarneming in G-B)
- renvogel (Cursorius cursor) (2004) (eerste waarneming in G-B in twintig jaar)

Zeldzame vogels die in andere tijden van het jaar zijn waargenomen:
- kleine trap (Tetrax tetrax) (maart 2002)
- killdeerplevier (Charadrius vociferus) (november 2003)